# Diócesis de Palmas-Francisco Beltrão
La diócesis de Palmas-Francisco Beltrão (en latín: Dioecesis Palmen(sis)-Beltranen(sis) y en portugués: Diocese de Palmas-Francisco Beltrão) es una circunscripción eclesiástica latina de la Iglesia católica en Brasil, sufragánea de la arquidiócesis de Cascavel. La diócesis tiene al obispo Edgar Xavier Ertl, S.A.C. como su ordinario desde el 27 de abril de 2016. 

## Territorio y organización

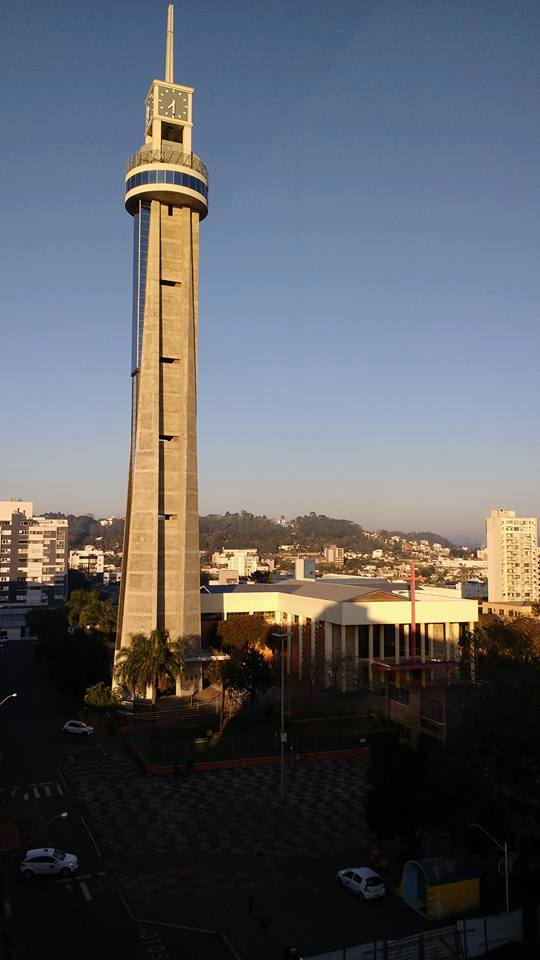
Concatedral de Nuestra Señora de la Gloria, en Francisco Beltrão, con su alto campanario

La diócesis tiene 18 719 km² y extiende su jurisdicción sobre los fieles católicos de rito latino residentes en 42 municipios del estado de Paraná. 
La sede de la diócesis se encuentra en la ciudad de Palmas, en donde se halla la Catedral del Buen Jesús. En Francisco Beltrão se encuentra la Concatedral de Nuestra Señora de la Gloria.
En 2019 en la diócesis existían 47 parroquias agrupa das en 7 decanatos: Dois Vizinhos, Palmas, Barracão, Realeza, Pato Branco, Francisco Beltrão y São João.

## Historia
La prelatura territorial de Palmas fue erigida el 9 de diciembre de 1933 con la bula Ad maius christifidelium del papa Pío XI, obteniendo el territorio de las diócesis de Lages y Ponta Grossa. Originalmente era sufragánea de la arquidiócesis de Curitiba.
El 14 de enero de 1958 cedió una porción de territorio para la erección de la diócesis de Chapecó (hoy arquidiócesis) y al mismo tiempo fue elevada a diócesis con la bula Quoniam venerabilis del papa Pío XII.
El 16 de octubre de 1979 pasó a formar parte de la provincia eclesiástica de la arquidiócesis de Cascavel.
El 9 de febrero de 1984, en virtud del decreto Quo aptius de la Congregación para los Obispos, cedió los municipios de Bituruna y General Carneiro a la diócesis de União da Vitória.
El 7 de enero de 1987, en virtud del decreto Cum urbs de la Congregación para los Obispos, la iglesia de Nuestra Señora de la Gloria de Francisco Beltrão fue elevada al rango de concatedral y la diócesis tomó su nombre actual.

## Estadísticas
De acuerdo al Anuario Pontificio 2020 la diócesis tenía a fines de 2019 un total de 556 200 fieles bautizados.
| Año                                                                             | Población            | Población | Población      | Sacerdotes | Sacerdotes    | Sacerdotes    | Bautizados por sacerdote | Diáconos permanentes | Religiosos | Religiosos | Parroquias |
| Año                                                                             | Bautizados católicos | Total     | % de católicos | Total      | Clero secular | Clero regular | Bautizados por sacerdote | Diáconos permanentes | Varones    | Mujeres    | Parroquias |
| ------------------------------------------------------------------------------- | -------------------- | --------- | -------------- | ---------- | ------------- | ------------- | ------------------------ | -------------------- | ---------- | ---------- | ---------- |
| 1950                                                                            | 126 900              | 137 630   | 92.2           | 23         | 3             | 20            | 5517                     |                      | 22         | 36         | 11         |
| 1966                                                                            | 339 340              | 379 694   | 89.4           | 49         | 14            | 35            | 6925                     |                      | 36         | 125        | 27         |
| 1968                                                                            | 470 000              | 520 000   | 90.4           | 45         | 7             | 38            | 10 444                   |                      | 38         | 50         | 29         |
| 1976                                                                            | 553 500              | 635 500   | 87.1           | 74         | 16            | 58            | 7479                     |                      | 80         | 140        | 34         |
| 1980                                                                            | 596 000              | 709 000   | 84.1           | 73         | 12            | 61            | 8164                     |                      | 94         | 156        | 38         |
| 1990                                                                            | 557 000              | 632 000   | 88.1           | 73         | 23            | 50            | 7630                     |                      | 100        | 158        | 39         |
| 1999                                                                            | 507 000              | 562 000   | 90.2           | 76         | 26            | 50            | 6671                     | 2                    | 155        | 160        | 41         |
| 2000                                                                            | 513 000              | 569 000   | 90.2           | 78         | 25            | 53            | 6576                     | 3                    | 144        | 134        | 41         |
| 2001                                                                            | 484 680              | 557 103   | 87.0           | 79         | 26            | 53            | 6135                     | 3                    | 99         | 133        | 42         |
| 2002                                                                            | 487 743              | 557 103   | 87.5           | 80         | 27            | 53            | 6096                     | 4                    | 99         | 113        | 43         |
| 2003                                                                            | 487 448              | 557 443   | 87.4           | 77         | 28            | 49            | 6330                     | 2                    | 113        | 113        | 43         |
| 2004                                                                            | 490 787              | 557 707   | 88.0           | 78         | 30            | 48            | 6292                     | 6                    | 110        | 115        | 43         |
| 2013                                                                            | 549 000              | 626 000   | 87.7           | 83         | 40            | 43            | 6614                     | 6                    | 68         | 102        | 44         |
| 2016                                                                            | 544 000              | 619 876   | 87.8           | 88         | 46            | 42            | 6181                     | 6                    | 61         | 95         | 45         |
| 2019                                                                            | 556 200              | 633 800   | 87.8           | 87         | 42            | 45            | 6393                     | 6                    | 65         | 91         | 47         |
| Fuente: Catholic-Hierarchy, que a su vez toma los datos del Anuario Pontificio. |                      |           |                |            |               |               |                          |                      |            |            |            |

## Episcopologio
- Sede vacante (1933-1947)

- Carlos Eduardo de Sabóia Bandeira Melo, O.F.M. † (13 de diciembre de 1947-7 de febrero de 1969 falleció)
- Agostinho José (Benito) Sartori, O.F.M.Cap. † (16 de febrero de 1970-24 de agosto de 2005 retirado)
- José Antônio Peruzzo (24 de agosto de 2005-7 de enero de 2015 nombrado arzobispo de Curitiba)
- Edgar Xavier Ertl, S.A.C., desde el 27 de abril de 2016